# Bram De Looze
Bram De Looze (Knokke-Heist, 23 januari 1991) is een Belgische jazzpianist die afstudeerde aan het Lemmensinstituut. De Looze studeerde vervolgens een jaar in New York aan de New School For Jazz and Contemporary Music. Daar kreeg hij les van bekende muzikanten als Uri Caine, Marc Copland en Reggie Workman.
In New York speelt De Looze bij het Dre Hocevar Trio. In Nederland speelde De Looze o.a. met Reinier Baas, Jesse van Ruller en Mark Schilders in verschillende samenstellingen.

## Carrière

### Soloprojecten

#### Piano e Forte (2017)
Na een bezoek aan de historische collectie pianofortes van Chris Maene begon De Looze in 2016 met zijn eerste soloproject Piano e Forte. Geïntrigeerd door de oude piano’s, temperamenten en stemmingen benadert De Looze de betreffende piano’s vanuit een hedendaags muziekidioom.
Elke piano bezit een eigen uniek klankbeeld die van primair belang zijn bij dit project. Zoekend naar uitdagingen speelt De Looze moeiteloos met tijd en ruimte, die uiteenlopende sferen oproepen om uiteindelijk een harmonisch geheel te vormen.
Improvisatie is een van de belangrijkste pijlers van De Looze, ook bij dit project. Het repertoire specifiek geschreven voor de fortepiano’s houdt hij in zijn achterhoofd. Ook gebruikt hij eigen doorgecomponeerde fragmenten met flarden van muziekstukken uit de 19e eeuw.
Voor dit grote soloproject gebruikt De Looze originele piano’s en replica’s van enkele bekende pianobouwers zoals Anton Walter, Pleyel of Erard. 
Met Piano e Forte stond de Looze al in zalen als Bozar, Schouwburg Kortrijk en de Handelsbeurs in Gent.

#### Switch The Stream (2018)
Het tweede grote soloproject van De Looze kwam er in 2018. Met dit project wordt er verder gebouwd aan de fortepiano’s. Chris Maene stelde De Looze speciaal aan als jazz-ambassadeur van een nieuw instrument voor de jazz.  
Met de nieuwe vleugelpiano heeft De Looze zich laten inspireren door zowel hedendaagse muziek als oude klassieke pianoliteratuur. Deze revolutionaire piano werd op aanvraag van Maestro Daniel Barenboim gebouwd. De Looze speelde met dit project al in de Handelsbeurs, de Flagey én voor een volle KAAP.

#### Colour Talk (2020)
Met zijn nieuwste soloproject 'Colour Talk' vervolgt De Looze zijn weg met een ander revolutionair pianomodel, ontworpen door de gelauwerde architect Rafael Viñoly. Ook dit project maakt deel uit van een voortdurende poging om van binnenuit te vernieuwen.
Hoewel zijn muziek nog steeds geworteld is in de jazz, hebben klassieke muziek en vrije improvisatie een nieuw evenwicht gevonden, een coëxistentie die de pianist in staat stelt zich met een nieuwe kracht uit te drukken. Colour Talk is eens te meer een ode aan de (her)uitvinding in de grijze zone waar het klassieke idioom en de improvisatorische driften elkaar ontmoeten.

### Collaboraties

#### LABtrio
LABtrio is een Belgisch jazztrio dat werd opgericht in 2007 en bestaat uit drummer Lander Gyselinck, bassiste Anneleen Boehme en pianist Bram De Looze. De band mocht al verscheidene prijzen in ontvangst nemen, zo was er in 2008 de Belfius Axion Classics competitie en een jaar later de Brussels Jazz Marathon. In 2011 won de band de hoofdprijs op het internationale jazzconcours van Tremplin Jazz d’Avignon.

#### Septych
In 2014 lanceerde De Looze een zevenkoppig ensemble samen met diverse improvisators zoals Daniel Levin, Lester St-Louis, Robin Verheyen, Gebhard Ullman, Bo Van Der Werf en Flin van Hemmen.

#### Fabrik
Fabrik is een Belgisch-Nederlands project met Bert Cools (gitaar en synthesizer), Bram de Looze (piano), Thierry Castel (synthesizer en electronics) en Mark Schilders (drum, gitaar en synthesizer). Ze speelden o.a. in het BIMhuis Amsterdam, het Ham Sessions Festival, Gent (B), Jazz in Duketown Festival, Den Bosch en Paradox Tilburg.

#### Pentadox
Pentadox is een hedendaags jazztrio met Samuel Ber, Sylvain Debaisieux en Bram De Looze zelf. Ze incorporeren elementen van moderne klassieke muziek en avant-garde en geïmproviseerde muziek. Ontstaan in 2015 tijdens een residentie in Jazz Station (Brussel), werd de band enkele maanden later geselecteerd als Belgische finalist op B-Jazz International Contest en traden ze op tijdens het Leuven Jazz Festival in 2016. Hun aanhoudende inspanningen werden in juli 2018 ook beloond: ze ontvingen de prijs voor Jong Jazztalent Gent op het Gent Jazz Festival. In 2020 stonden ze in de finale van het jazzfestival van Avignon.
Het trio breidde zich uit tot een elektro-akoestisch sextet genaamd "Fragments of Expansion" door drie nieuwe muzikanten te verwelkomen: Lester St Louis op cello, Nick Dunston op contrabas en Weston Olencki op trombone en elektronica. De mogelijkheden om het geluid van een band uit te breiden zijn talrijk, en Pentadox heeft gekozen voor een inwendige benadering door muzikanten uit te nodigen met wie ze in het verleden al hebben samengewerkt (zoals het geval is voor Dunston en Ber, of St-Louis en De Looze). Ze hebben er ook voor gekozen om elektronica toe te voegen als een instrument om diepgaande interactie aan te moedigen en om hun sonische identiteit open te stellen voor een groter veld van mogelijkheden (door Olencki uit te nodigen). Met "Fragments of Expansion" transformeert het ensemble in een intercontinentaal project met een langdurige impact, van de start als residentie, over een opname en een eerste concert op Gent Jazz Festival 2019 tot een daaropvolgende release tournee.

#### Bram De Looze & Robin Verheyen duo
Met het duoproject richten Bram De Looze en Robin Verheyen zich op creatieve muziek met een fris en hedendaags statement dat zich laat kenmerken door een grote spontaniteit. 
Als duo spelen ze al enkele jaren het repertoire van Thelonious Monk.

#### MiXMONK
Op vraag van BOZAR kwamen De Looze & Verheyen terecht bij de Amerikaanse slagwerker Joey Baron.
Met dit trio deed De Looze een Europese tour. Zo stonden ze al in Paradox Tilburg, het Wilde Westen in Kortrijk, La Dynamo in Parijs, Tivoli Vredenburg in Utrecht, Bozar in Brussel en het Monk Café in Brussel. Het concert in Parijs werd live uitgezonden op Radio France en het concert in het Monk Café werd rechtstreeks uitgezonden via Radio Klara.

## Awards & Nominaties
- Tremplin Jazz d'Avignon hoofdprijs en publieksprijs voor LABtrio 2012
- Selectie LABtrio voor het 12 Points Festival in Zweden 2014
- Selectie LABtrio voor JazzAhead International Expo/Showcase-festival in Bremen 2015
- Sabam Jazz Award Jong Talent 2016
- Klara Award voor Jonge Belofte van het Jaar 2018

## Discografie
- Fluxus door LABTrio (Outnote Records - Outhere Music 2013)
- Foster Treasures door  De Looze / Machtel / De Waele (W.E.R.F. 2013)
- Flux Project door Stephanos Chytiris (Pyrn 2014)
- Coding of Evidentially door Dre Hocevar Trio (Clean Feed 2015)
- Septych, door Bram De Looze/Septych (Clean Feed 2015)
- The Howls Are Not What They Seem, door LABTrio (Outnote Records - Outhere Music 2015)
- Urbex, Door Antoine Pierre (Igloo records 2015)
- Collective Effervescence, door Dre Hocevar (Clean Feed 2016)
- Piano e forte door Bram De Looze (Fuga Libera 2017)
- Nature City door LABTrio (Outnote Records - Outhere Music 2017)
- Fabrik door Mark Schilders (Mark Schilders 2017)